# Carlo Federico Alberto di Brandeburgo-Schwedt
Carlo Federico Alberto di Brandeburgo-Schwedt (Berlino, 10 giugno 1705 – Breslavia, 22 giugno 1762) è stato un principe e militare tedesco.

## Biografia
Nato a Berlino, Carlo Federico Alberto era figlio del margravio Alberto Federico di Brandeburgo-Schwedt e nipote di Federico Guglielmo di Brandeburgo (il "grande elettore").
In giovane età entrò nell'esercito prussiano e si distinse nel corso della prima guerra di Slesia nella presa di Głogów, nella battaglia di Mollwitz e nella battaglia di Chotusitz. Ottenne il comando dell'esercito prussiano nell'Alta Slesia nella primavera del 1745 su fiducia di suo cugino, re Federico II di Prussia.
Nella guerra dei sette anni il margravio ottenne ancora una volta incarichi speciali ed ebbe modo di distinguersi nel corso della battaglia di Hochkirch e della battaglia di Torgau, venendo ferito in entrambi gli scontri.
A livello umano, si dimostrò sempre molto attento alle esigenze dei suoi uomini, filantropo ed amante delle arti e delle scienze.
Per 31 anni fu membro dell'Ordine di San Giovanni del Baliaggio di Brandeburgo di cui divenne anche gran maestro, carica a cui accedette dal 1731. Morì a Breslavia. Alla sua morte, in mancanza di eredi legittimi, i suoi possedimenti tornarono alla corona. Dopo il trattato di Hubertusburg, Federico II concesse tali fortune a due ufficiali: Hans Sigismund von Lestwitz ricevette il feudo di Friedland, e Joachim Bernhard von Prittwitz ricevette quello di Quillitz.

## Figli
Carlo Federico Alberto non si sposò mai ma ebbe un'amante, Dorothea Regina Wuthner (elevata al rango di nobiltà il 14 gennaio 1744 col titolo di "signora di Carlowitz"), dalla quale ebbe una figlia:
- Caroline Regina von Carlowitz (Soldin, 12 dicembre 1731 – Berlino, 16 settembre 1755), sposò a Berlino il 16 giugno 1747 il conte Alberto Cristiano di Schönburg-Hinterglauchau, aiutante di campo di suo padre, dal quale ebbe discendenza.

Nel 1744, Carlo venne fidanzato con Maria Amalia d'Assia-Kassel (1721–1744), ma questa morì prima che il matrimonio potesse essere celebrato.

## Ascendenza
|                                                              |                     |                                                         | Genitori                                             |  |  | Nonni |  |  | Bisnonni                            |  |  | Trisnonni                              |  |
|                                                              |                     |                                                         |                                                      |  |  |       |  |  | 8. Giorgio Guglielmo di Brandeburgo |  |  | 16. Giovanni Sigismondo di Brandeburgo |  |
|                                                              |                     |                                                         |                                                      |  |  |       |  |  | 8. Giorgio Guglielmo di Brandeburgo |  |  | 16. Giovanni Sigismondo di Brandeburgo |  |
|                                                              |                     | 17. Anna di Prussia                                     |                                                      |  |  |       |  |  | 8. Giorgio Guglielmo di Brandeburgo |  |  |                                        |  |
| 4. Federico Guglielmo I di Brandeburgo                       |                     |                                                         |                                                      |  |  |       |  |  | 8. Giorgio Guglielmo di Brandeburgo |  |  |                                        |  |
|                                                              |                     | 9. Elisabetta Carlotta del Palatinato-Simmern           | 18. Federico IV del Palatinato                       |  |  |       |  |  |                                     |  |  |                                        |  |
|                                                              |                     | 9. Elisabetta Carlotta del Palatinato-Simmern           | 18. Federico IV del Palatinato                       |  |  |       |  |  |                                     |  |  |                                        |  |
|                                                              |                     | 9. Elisabetta Carlotta del Palatinato-Simmern           | 19. Luisa Giuliana di Nassau                         |  |  |       |  |  |                                     |  |  |                                        |  |
| 2. Alberto Federico di Brandeburgo-Schwedt                   |                     | 9. Elisabetta Carlotta del Palatinato-Simmern           |                                                      |  |  |       |  |  |                                     |  |  |                                        |  |
|                                                              |                     | 10. Filippo di Schleswig-Holstein-Sonderburg-Glücksburg | 20. Giovanni di Schleswig-Holstein-Sonderburg        |  |  |       |  |  |                                     |  |  |                                        |  |
|                                                              |                     | 10. Filippo di Schleswig-Holstein-Sonderburg-Glücksburg | 20. Giovanni di Schleswig-Holstein-Sonderburg        |  |  |       |  |  |                                     |  |  |                                        |  |
|                                                              |                     | 10. Filippo di Schleswig-Holstein-Sonderburg-Glücksburg | 21. Elisabetta di Brunswick-Grubenhagen              |  |  |       |  |  |                                     |  |  |                                        |  |
| 5. Sofia Dorotea di Schleswig-Holstein-Sonderburg-Glücksburg |                     | 10. Filippo di Schleswig-Holstein-Sonderburg-Glücksburg |                                                      |  |  |       |  |  |                                     |  |  |                                        |  |
|                                                              |                     | 11. Sofia Edvige di Sassonia-Lauenburg                  | 22. Francesco II di Sassonia-Lauenburg               |  |  |       |  |  |                                     |  |  |                                        |  |
|                                                              |                     | 11. Sofia Edvige di Sassonia-Lauenburg                  | 22. Francesco II di Sassonia-Lauenburg               |  |  |       |  |  |                                     |  |  |                                        |  |
|                                                              |                     | 11. Sofia Edvige di Sassonia-Lauenburg                  | 23. Maria di Brunswick-Lüneburg                      |  |  |       |  |  |                                     |  |  |                                        |  |
| 1. Carlo Federico Alberto di Brandeburgo-Schwedt             |                     | 11. Sofia Edvige di Sassonia-Lauenburg                  |                                                      |  |  |       |  |  |                                     |  |  |                                        |  |
|                                                              | 12. Giacomo Kettler | 24. Guglielmo Kettler                                   |                                                      |  |  |       |  |  |                                     |  |  |                                        |  |
|                                                              | 12. Giacomo Kettler | 24. Guglielmo Kettler                                   |                                                      |  |  |       |  |  |                                     |  |  |                                        |  |
|                                                              | 12. Giacomo Kettler | 25. Sofia di Prussia                                    |                                                      |  |  |       |  |  |                                     |  |  |                                        |  |
| 6. Federico Casimiro Kettler                                 | 12. Giacomo Kettler |                                                         |                                                      |  |  |       |  |  |                                     |  |  |                                        |  |
|                                                              |                     | 13. Luisa Carlotta di Brandeburgo                       | 26. Giorgio Guglielmo di Brandeburgo (= 8)           |  |  |       |  |  |                                     |  |  |                                        |  |
|                                                              |                     | 13. Luisa Carlotta di Brandeburgo                       | 26. Giorgio Guglielmo di Brandeburgo (= 8)           |  |  |       |  |  |                                     |  |  |                                        |  |
|                                                              |                     | 13. Luisa Carlotta di Brandeburgo                       | 27. Elisabetta Carlotta del Palatinato-Simmern (= 9) |  |  |       |  |  |                                     |  |  |                                        |  |
| 3. Maria Dorotea di Curlandia                                |                     | 13. Luisa Carlotta di Brandeburgo                       |                                                      |  |  |       |  |  |                                     |  |  |                                        |  |
|                                                              |                     | 14. Enrico di Nassau-Siegen                             | 28. Giovanni VII di Nassau-Siegen                    |  |  |       |  |  |                                     |  |  |                                        |  |
|                                                              |                     | 14. Enrico di Nassau-Siegen                             | 28. Giovanni VII di Nassau-Siegen                    |  |  |       |  |  |                                     |  |  |                                        |  |
|                                                              |                     | 14. Enrico di Nassau-Siegen                             | 29. Margherita di Schleswig-Holstein-Sonderburg      |  |  |       |  |  |                                     |  |  |                                        |  |
| 7. Sofia Amalia di Nassau-Siegen                             |                     | 14. Enrico di Nassau-Siegen                             |                                                      |  |  |       |  |  |                                     |  |  |                                        |  |
|                                                              |                     | 15. Maria Maddalena di Limburg-Stirum                   | 30. Giorgio Ernesto di Limburg Stirum                |  |  |       |  |  |                                     |  |  |                                        |  |
|                                                              |                     | 15. Maria Maddalena di Limburg-Stirum                   | 30. Giorgio Ernesto di Limburg Stirum                |  |  |       |  |  |                                     |  |  |                                        |  |
|                                                              |                     | 15. Maria Maddalena di Limburg-Stirum                   | 31. Maddalena di Bentheim                            |  |  |       |  |  |                                     |  |  |                                        |  |
|                                                              |                     | 15. Maria Maddalena di Limburg-Stirum                   |                                                      |  |  |       |  |  |                                     |  |  |                                        |  |